# Pučnik
Pučnik je priimek več znanih oseb:
- Albin Pučnik, gimn. prof. fizike (Lava, Celje)
- Alojz Pučnik (1897—1968), agronom
- Gorazd Pučnik (*1964), atlet deseterobojec, narodni organizator in šolnik v zamejstvu
- Herman Pučnik, gimnazijski ravnatelj
- Ivan Pučnik, skladatelj (študiral v Pragi v 30. letih 20. stoletja) (hči Ajša)
- Ivan Pučnik (1927—2008), kmet in politik
- Janko Pučnik (1916—1982), geograf in meteorolog
- Janko Pučnik (*1957), pravnik, strok. za industrijsko lastnino in avtorsko pravo
- Josip Pučnik, sokolski starosta: Slov. Bistrica (dr. prava?)
- Jože Pučnik (1932—2003), filozof, sociolog, publicist, politični zapornik in politik
- Kristina M. Pučnik, lektorica, jezikovna svetovalka, predsednica Lektorskega društva Slovenije
- Majda Pučnik Rudl, predsednica vladne komisije za izvajanje zakona o popravi krivic
- Marjan Pučnik - Maac, gorski kolesar (Pohorje)
- Mateja Pučnik (*1974), zgodovinarka in političarka
- Peter Pučnik, salezijanec, prof. v Želimljah